# Moody County
Moody County är ett administrativt område i delstaten South Dakota, USA. År 2010 hade countyt 6 486 invånare. Den administrativa huvudorten (county seat) är Flandreau.

## Geografi
Enligt United States Census Bureau har countyt en total area på 1 350 km². 1 346 km² av den arean är land och 4 km² är vatten.

### Angränsande countyn
- Brookings County - norr
- Pipestone County, Minnesota - öst
- Minnehaha County - syd
- Lake County - väst